# Alfianello (метеорит)
Alfianello (рус. Альфиане́лло) — метеорит-хондрит весом 228 000 граммов.
Метеорит упал в Италии, в Ломбардии, 16 февраля 1883 года в 14:43 по местному времени, недалеко от города Брешиа. Метеорит назвали в честь города, над которым звук его падения был наиболее слышен. Траектория и место падения метеорита были быстро определены, благодаря показаниям многих свидетелей, поэтому его сразу же нашли. Метеорит имеет вытянутую форму, с острыми краями с одной стороны.
О падении этого метеорита было написано в английском научном журнале «Природа» (англ. Nature) примерно через месяц после падения, а ещё месяц спустя, 29 марта, этот же журнал опубликовал подробный доклад о метеорите одного из руководителей итальянского метеорологического общества.
Альфианелло до сих пор считается крупнейшим метеоритом, когда-либо обнаруженным на территории Италии. В данный момент находится в коллекции метеоритов РАН в России. Часть его осколков можно найти в музеях и других стран, например, в Польше.

## Химический состав
Альфианелло является обыкновенным хондритом (L6, W0/S5 Хондрит). Помимо железа, в составе присутствуют оксиды железа и соли.